# Пінцет

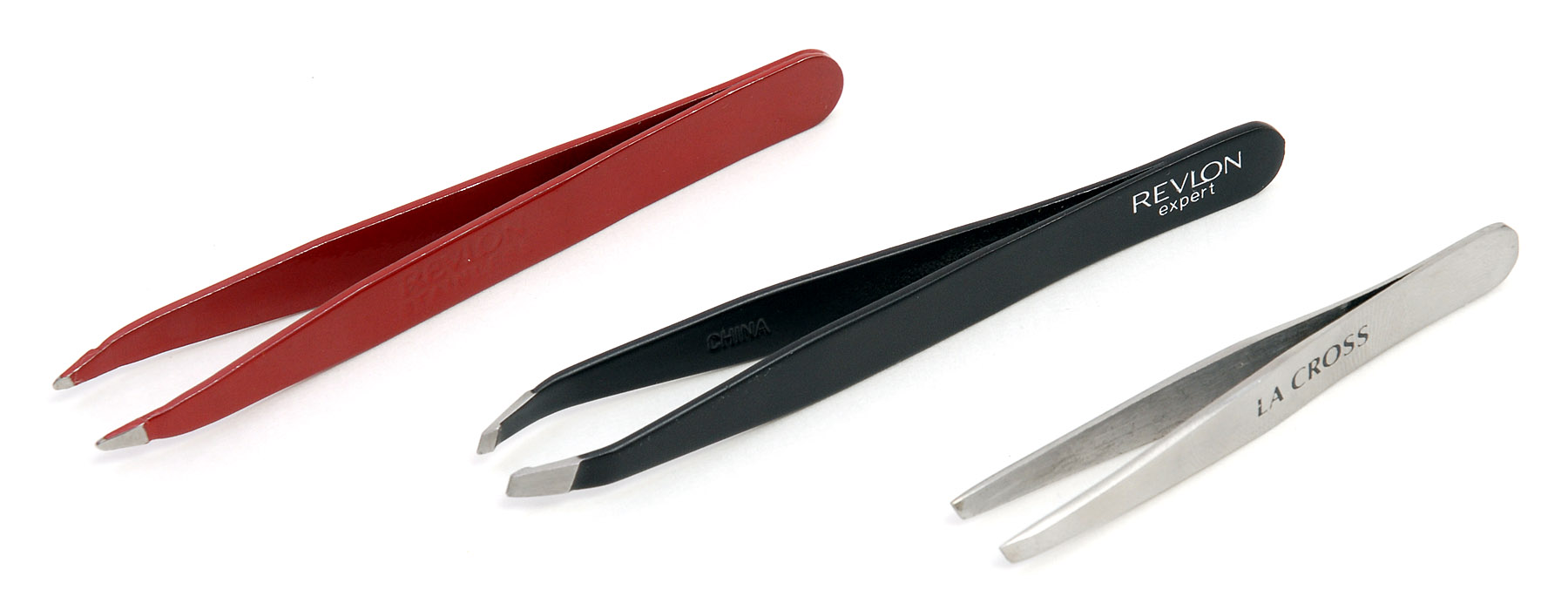
Різні види пінцетів

Пінце́т (від фр. pincette — «щипчики») — інструмент, пристосування для маніпуляції невеликими предметами, які неможливо, незручно, небажано або небезпечно брати незахищеними руками.
Імпровізовані пінцети застосовувалися завжди і всюди, коли у цьому виникала необхідність. Наприклад, висмикували волосся за допомогою паличок. З появою металів з них почали виготовляти пінцети, котрі могли входити до складу косметичних в манікюрних наборів. Найбільшою популярністю пінцети користувалися в Південній Америці та в Британії ще за часів Римської імперії.
Також пінцети використовують у різних галузях медицини та анатомії.